# Liste der angolanischen Botschafter beim Heiligen Stuhl
Die Liste der angolanischen Botschafter beim Heiligen Stuhl bietet einen Überblick über die Leiter der angolanischen diplomatischen Vertretung beim Heiligen Stuhl seit der Aufnahme diplomatischer Beziehungen.
| Amtszeit  | Name                                       | Anmerkung       |
| --------- | ------------------------------------------ | --------------- |
| 1998–2000 | José Bernardo Domingos Quiosa              | Botschafter     |
| 2001–2002 | Batista Miguel                             | Geschäftsträger |
| 2002–     | Armindo Fernandes do Espírito Santo Vieira | Botschafter     |